# بری اشورث
بری اشورث (انگلیسی: Barry Ashworth؛ زادهٔ ۱۸ اوت ۱۹۴۲) بازیکن فوتبال اهل بریتانیا است.
از باشگاه‌هایی که در آن بازی کرده‌است می‌توان به باشگاه فوتبال ترانمره راورز، باشگاه فوتبال آلترینچام، باشگاه فوتبال هارتل پول یونایتد، باشگاه فوتبال چلسی، و باشگاه فوتبال ساوتند یونایتد اشاره کرد.